# Liste von Sakralbauten in Arnsberg

Arnsberg im Hochsauerlandkreis

Die Liste von Sakralbauten in Arnsberg umfasst existierende und ehemalige Sakralbauten, zumeist Kirchengebäude und Kapellen in Trägerschaft christlicher und anderer Religionsgemeinschaften in Arnsberg, Hochsauerlandkreis.

## Liste

### Christentum
| Name                             | Bild | Stadt/Gemeinde und Ortsteil | Gründung, Bauzeit    | Konfession bzw. Religion | Bemerkungen |
| -------------------------------- | ---- | --------------------------- | -------------------- | ------------------------ | --- |
| Propsteikirche St. Laurentius    |      | Arnsberg                    | ab 12. Jahrhundert   | römisch-katholisch       | früher Kirche des Klosters Wedinghausen                                                                         |
| Auferstehungskirche              |      | Arnsberg                    | 1822–1824            | evangelisch              | |
| Kreuzbergkapelle                 |      | Arnsberg                    | ?–1868               | römisch-katholisch       | |
| Johannes-Nepomuk-Kapelle         |      | Arnsberg                    |                      | römisch-katholisch       | |
| Heilig Kreuz                     |      | Arnsberg                    |                      | römisch-katholisch       | |
| St. Pius                         |      | Arnsberg                    |                      | römisch-katholisch       | |
| Liebfrauen                       |      | Arnsberg                    |                      | römisch-katholisch       | |
| St. Norbertus                    |      | Arnsberg                    |                      | römisch-katholisch       | |
| Erlöserkirche                    |      | Arnsberg                    |                      | evangelisch              | Am 27. Dezember 2015 entwidmet. Sollte zeitweise ein Flüchtlingsheim werden. Die Kirche soll abgerissen werden. |
| Neuapostolische Kirche           |      | Arnsberg                    |                      | neuapostolisch           | [ 3 ] |
| Stadtkapelle St. Georg           |      | Arnsberg                    |                      | römisch-katholisch       | |
| St.-Isidor-Kapelle               |      | Arnsberg-Bachum             | 1926                 | römisch-katholisch       | |
| Kapelle Rodentelgen              |      | Arnsberg-Bruchhausen        | ab 15. Jahrhundert   | römisch-katholisch       | |
| St. Maria Magdalena              |      | Arnsberg-Bruchhausen        | 1926                 | römisch-katholisch       | |
| St. Antonius und Vitus           |      | Arnsberg-Herdringen         |                      | römisch-katholisch       | |
| St. Johannes Ev.                 |      | Arnsberg-Holzen             | 1350                 | römisch-katholisch       | Dorfkirche in Holzen                                                                                            |
| St. Petri                        |      | Arnsberg-Holzen             | 14. Jahrhundert      | römisch-katholisch       | früher Kirche des Klosters Oelinghausen                                                                         |
| St. Petri                        |      | Arnsberg-Hüsten             | 1861, Turm romanisch | römisch-katholisch       | |
| Heilig Geist                     |      | Arnsberg-Hüsten             |                      | römisch-katholisch       | |
| Kreuzkirche                      |      | Arnsberg-Hüsten             |                      | evangelisch              | |
| St. Hubertus                     |      | Arnsberg-Müschede           |                      | römisch-katholisch       | |
| Christuskirche                   |      | Arnsberg-Neheim             |                      | evangelisch              | |
| Pauluskirche                     |      | Arnsberg-Neheim             | 1966 erbaut          | evangelisch              | Am 28. Oktober 2018 entwidmet.                                                                                  |
| St. Joseph                       |      | Arnsberg-Neheim             |                      | römisch-katholisch       | |
| St. Michael                      |      | Arnsberg-Neheim             |                      | römisch-katholisch       | |
| St. Franziskus                   |      | Arnsberg-Neheim             |                      | römisch-katholisch       | |
| St. Elisabeth                    |      | Arnsberg-Neheim             |                      | römisch-katholisch       | |
| Pfarrkirche St. Johannes Baptist |      | Arnsberg-Neheim             |                      | römisch-katholisch       | |
| Theodorus-Kapelle                |      | Arnsberg-Neheim             | 1835–1837            | römisch-katholisch       | |
| Neuapostolische Kirche           |      | Arnsberg-Neheim-Hüsten      |                      | neuapostolisch           | [ 4 ] |
| St. Stephanus                    |      | Arnsberg-Niedereimer        |                      | römisch-katholisch       | |
| Pfarrkirche Hl. Familie          |      | Arnsberg-Oeventrop          | 1899                 | römisch-katholisch       | |
| St. Nikolaus                     |      | Arnsberg-Rumbeck            | 13. Jahrhundert      | römisch-katholisch       | früher Kirche des Klosters Rumbeck                                                                              |
| St. Urbanus                      |      | Arnsberg-Voßwinkel          |                      | römisch-katholisch       | |
| St. Benediktus                   |      | Arnsberg-Voßwinkel          | 1923                 | römisch-katholisch       | Mausoleum für die verstorbenen Mitglieder des Hauses von Boeselager                                             |
| St. Franziskus Xaverius          |      | Arnsberg-Wennigloh          | 1854                 | römisch-katholisch       | |

### Islam
| Name       | Bild | Stadt/Gemeinde und Ortsteil | Gründung, Bauzeit | Konfession bzw. Religion | Bemerkungen |
| ---------- | ---- | --------------------------- | ----------------- | ------------------------ | ----------- |
| Yeni Camii |      | Arnsberg-Neheim             |                   | islamisch                | [ 5 ]       |

### Judentum
- Synagoge Neheim
- Synagoge Arnsberg